# Луций Стертиний Квинтилиан Ацилий Страбон Гай Куриаций Матерн Клодий Нум
Вижте пояснителната страница за други личности с името Стертиний.
Луций Стертиний Квинтилиан Ацилий Страбон Гай Куриаций Матерн Клодий Нум (на латински: Lucius Stertinius Quintilianus Acilius Strabo Gaius Curiatius Maternus Clodius Nummus) е политик и сенатор на Римската империя през началото на 2 век.
По времето на император Траян (98 – 117) Нум е вероятно през 114 г. е суфектконсул. (Вероятно е идентичен с Гай Клодий Нум).
През 115/116 г. Нум е легат (legatus Augusti pro praetore, exercitus Africanus) на III Августов легион в провинция Нумидия. През 116 г. е сменен от колегата му Тит Сабиний Барбар.
Произлиза от Испания или Неапол и вероятно е роднина на Луций Стертиний Квинтилиан Прокул (суфектконсул 146 г.).